# Tisbe ramphigera
Tisbe ramphigera is een eenoogkreeftjessoort uit de familie van de Tisbidae. De wetenschappelijke naam van de soort is voor het eerst geldig gepubliceerd in 1979 door Volkmann.